# ناتانیل ارسکین اسمیت

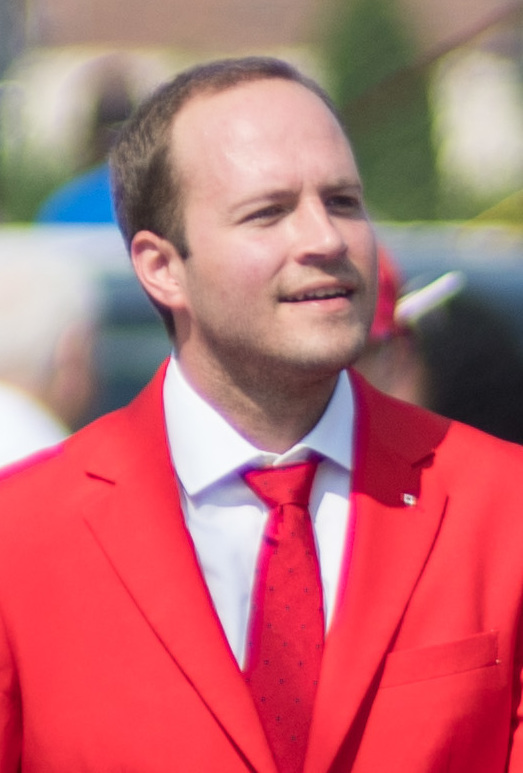
Nathaniel Erskine-Smith

ناتانیل ارسکین-اسمیت (به انگلیسی: Nathaniel Erskine-Smith؛ ‎۱۵ ژوئن ۱۹۸۴) سیاستمدار کانادائی، عضو حزب لیبرال و نماینده بیچز - ایست یورک در پارلمان کانادا است. او در انتخابات ۲۷ مهر، ۱۳۹۴ جوان‌ترین نماینده انتخابی از ناحیه تورنتو بزرگ بود و در انتخابات فدرال ۱۳۹۸ دوباره انتخاب شد.
ارسکین-اسمیت عضو کمیته پارلمانی صنایع، علوم و فناوری است. او همچنین نقش ویژه‌ای در کمیته ای‌پی‌یو به‌عنوان رئیس سابق این کمیته دارد. پیش از ورود به سیاست، ارسکین-اسمیت به وکالت در جنوب تورنتو مشغول بود. او داوطلبانه وکالت پرونده‌های عام‌المنفعه بسیاری را پذیرفت.
ارسکین-اسمیت مجری پادکست هفتگی غیر متداول‌ها (سیاست کانادا با ناتانیل ارسکین اسمیت) است. او در این پادکست با متخصصین در اتاوا و تورنتو دربارهٔ مسائل روز گفتگو می‌کند.

## زندگی و تحصیلات
ارسکین-اسمیت در شهر تورنتو، استان انتاریو به دنیا آمده و در محله بیچز - ایست یورک رشد کرد. والدین او سارا ارسکین و لرنس اسمیت معلم مدارس دولتی بودند.
او لیسانس علوم سیاسی خود را در سال ۱۳۸۶ از دانشگاه کوینز در شهر کینگستون، انتاریو گرفت و تا سال ۱۳۸۹ مشغول به تحصیل در رشته حقوق در آن دانشگاه بود. در دوران تحصیل در دانشگاه کوینز ارسکین-اسمیت کاندیدای شورای شهر کینگستون، انتاریو شد. او در ادامه در رشته فلسفه سیاسی و حقوق اساسی در دانشگاه آکسفورد به تحصیل پرداخت و در سال ۱۳۹۲ فارغ‌التحصیل شد.

## زندگی شخصی
ارسکین-اسمیت که از کودکی گیاه‌خوار بوده، اکنون وگان است. او با املیا (امی) سیمینگتن سرآشپز وگان و متخصص تغذیه ساکن تورنتو ازدواج کرده. نیتن و امی در دوران دانشجویی، در کلاس پژوهش فیلم دانشگاه کوینز با هم آشنا شدند. آنها دو فرزند پسر دارند، مکینلی، زاده ۱۳۹۵، و کرافرد، زاده ۱۳۹۸.